# 贾一凡
贾一凡（1997年6月29日—），天津人，中国女子羽毛球运动员。2024年夏季奧林匹克運動會女子雙打金牌得主。

## 簡歷
2003年，6歲的贾一凡在一次天津市的比赛中，被一位湖南的教练相中，邀她到湖南益阳体校，开始专业的羽毛球訓練。2010年，贾一凡進入湖南省羽毛球队，在入省队不到一年間，她拿到了全国青年锦标赛女双冠军。2012年，她在蝉联这项冠军後，被邀到国家青年队接受集训。然而，在亚青赛前的队内选拔赛中，她和搭档負于广东的陈清晨/何嘉欣，无缘參與当年的亚青赛。
2013年，贾一凡終於通过集训，进入国家青年队。同年7月，她代表国家队參加馬來西亞沙巴州舉行的亞洲青年羽毛球錦標賽，除以主力身分助国家队贏得团体冠军外，還與黄东萍合作贏得女子雙打冠軍。
2014年，贾一凡在印度黃金大獎賽與陈清晨合作贏得女雙冠軍，這亦是她個人第一个成年国际赛冠军。

## 主要比賽成績
只列出曾進入準決賽的國際賽事成績：
| 年份   | 賽事                     | 公開賽級別 | 項目     | 搭檔   | 成績   |
| ------ | ------------------------ | ---------- | -------- | ------ | ------ |
| 2013年 | 亞洲青年羽毛球錦標賽     | 其他       | 混合團體 | －     | 冠軍   |
| 2013年 | 亞洲青年羽毛球錦標賽     | 其他       | 女子雙打 | 黄东萍 | 冠軍   |
| 2013年 | 印尼羽毛球黃金大獎賽     | 黃金大獎賽 | 女子雙打 | 黄东萍 | 亞軍   |
| 2013年 | 世界青年羽毛球錦標賽     | 其他       | 混合團體 | －     | 季軍   |
| 2013年 | 世界青年羽毛球錦標賽     | 其他       | 女子雙打 | 黄东萍 | 季軍   |
| 2014年 | 印度羽毛球黃金大獎賽     | 黃金大獎賽 | 女子雙打 | 陈清晨 | 冠軍   |
| 2014年 | 亞洲青年羽毛球錦標賽     | 其他       | 混合團體 | －     | 冠軍   |
| 2014年 | 亞洲青年羽毛球錦標賽     | 其他       | 女子雙打 | 陈清晨 | 冠軍   |
| 2014年 | 世界青年羽毛球錦標賽     | 其他       | 混合團體 | －     | 冠軍   |
| 2014年 | 世界青年羽毛球錦標賽     | 其他       | 女子雙打 | 陈清晨 | 冠軍   |
| 2015年 | 中國羽毛球國際挑戰賽     | 國際挑戰賽 | 女子雙打 | 陈清晨 | 準決賽 |
| 2015年 | 中國羽毛球國際挑戰賽     | 國際挑戰賽 | 混合雙打 | 樊秋月 | 準決賽 |
| 2015年 | 大阪羽毛球國際挑戰賽     | 國際挑戰賽 | 女子雙打 | 陈清晨 | 冠軍   |
| 2015年 | 中國羽毛球大師賽         | 黃金大獎賽 | 女子雙打 | 陈清晨 | 準決賽 |
| 2015年 | 亞洲青年羽毛球錦標賽     | 其他       | 混合團體 | －     | 冠軍   |
| 2015年 | 亞洲青年羽毛球錦標賽     | 其他       | 女子雙打 | 陈清晨 | 亞軍   |
| 2015年 | 泰國羽毛球黃金大獎賽     | 黃金大獎賽 | 女子雙打 | 陈清晨 | 準決賽 |
| 2015年 | 世界青年羽毛球錦標賽     | 其他       | 混合團體 | －     | 冠軍   |
| 2015年 | 世界青年羽毛球錦標賽     | 其他       | 女子雙打 | 陈清晨 | 冠軍   |
| 2015年 | 巴西羽毛球大獎賽         | 大獎賽     | 女子雙打 | 陈清晨 | 冠軍   |
| 2015年 | 巴西羽毛球大獎賽         | 大獎賽     | 混合雙打 | 张稳   | 準決賽 |
| 2016年 | 中國羽毛球國際挑戰賽     | 國際挑戰賽 | 女子雙打 | 陈清晨 | 冠軍   |
| 2016年 | 中國羽毛球國際挑戰賽     | 國際挑戰賽 | 混合雙打 | 周昊东 | 亞軍   |
| 2016年 | 中國羽毛球大師賽         | 黃金大獎賽 | 女子雙打 | 陈清晨 | 亞軍   |
| 2016年 | 中華台北羽毛球公開賽     | 國際挑戰賽 | 女子雙打 | 陈清晨 | 準決賽 |
| 2016年 | 法國羽毛球超級賽         | 超級賽     | 女子雙打 | 陈清晨 | 冠軍   |
| 2016年 | 碧特博格羽毛球黃金大獎賽 | 黃金大獎賽 | 女子雙打 | 陈清晨 | 冠軍   |
| 2016年 | 香港羽毛球超級賽         | 超級賽     | 女子雙打 | 陈清晨 | 準決賽 |
| 2016年 | 澳門羽毛球黃金大獎賽     | 黃金大獎賽 | 女子雙打 | 陈清晨 | 冠軍   |
| 2016年 | 世界羽聯超級系列賽總決賽 | 首要超級賽 | 女子雙打 | 陈清晨 | 冠軍   |
| 2017年 | 泰國羽毛球大師賽         | 黃金大獎賽 | 女子雙打 | 陈清晨 | 冠軍   |
| 2017年 | 亞洲羽毛球混合團體錦標賽 | 其他       | 混合團體 | －     | 季軍   |
| 2017年 | 瑞士羽毛球黃金大獎賽     | 黃金大獎賽 | 女子雙打 | 陈清晨 | 冠軍   |
| 2017年 | 蘇迪曼盃                 | 其他       | 混合團體 | －     | 亞軍   |
| 2017年 | 印尼羽毛球首要超級賽     | 首要超級賽 | 女子雙打 | 陈清晨 | 冠軍   |
| 2017年 | 澳洲羽毛球超級賽         | 超級賽     | 女子雙打 | 陈清晨 | 準決賽 |
| 2017年 | 世界羽毛球錦標賽         | 其他       | 女子雙打 | 陈清晨 | 冠軍   |
| 2017年 | 法國羽毛球超級賽         | 超級賽     | 女子雙打 | 陈清晨 | 準決賽 |
| 2017年 | 中國羽毛球首要超級賽     | 首要超級賽 | 女子雙打 | 陈清晨 | 冠軍   |
| 2017年 | 香港羽毛球超級賽         | 超級賽     | 女子雙打 | 陈清晨 | 冠軍   |
| 2018年 | 馬來西亞羽毛球大師賽     | 超級500賽  | 女子雙打 | 陈清晨 | 亞軍   |
| 2018年 | 優霸盃                   | 其他       | 女子團體 | －     | 季軍   |
| 2018年 | 馬來西亞羽球公開賽       | 超級750賽  | 女子雙打 | 陈清晨 | 亞軍   |
| 2018年 | 印尼羽球公開賽           | 超級1000賽 | 女子雙打 | 陈清晨 | 準決賽 |
| 2018年 | 亞洲運動會羽毛球比賽     | 其他       | 女子團體 | －     | 銀牌   |
| 2018年 | 亞洲運動會羽毛球比賽     | 其他       | 女子雙打 | 陳清晨 | 金牌   |
| 2018年 | 日本羽球公開賽           | 超級750賽  | 女子雙打 | 陳清晨 | 亞軍   |
| 2019年 | 全英羽毛球公開賽         | 超級1000賽 | 女子雙打 | 陳清晨 | 冠軍   |
| 2019年 | 馬來西亞羽毛球公開賽     | 超級750賽  | 女子雙打 | 陳清晨 | 冠軍   |
| 2019年 | 亞洲羽毛球錦標賽         | 其他       | 女子雙打 | 陳清晨 | 冠軍   |
| 2019年 | 蘇迪曼盃                 | 其他       | 混合團體 | －     | 冠軍   |
| 2019年 | 澳洲羽毛球公開賽         | 超級300賽  | 女子雙打 | 陳清晨 | 亞軍   |
| 2019年 | 印尼羽毛球公開賽         | 超級1000賽 | 女子雙打 | 陳清晨 | 準決賽 |
| 2019年 | 中國羽毛球公開賽         | 超級1000賽 | 女子雙打 | 陳清晨 | 冠軍   |
| 2019年 | 丹麥羽毛球公開賽         | 超級750賽  | 女子雙打 | 陳清晨 | 亞軍   |
| 2019年 | 中國福州羽毛球公開賽     | 超級750賽  | 女子雙打 | 陳清晨 | 準決賽 |
| 2019年 | 香港羽毛球公開賽         | 超級500賽  | 女子雙打 | 陳清晨 | 冠軍   |
| 2019年 | 世界羽聯世界巡迴賽總決賽 | 總決賽     | 女子雙打 | 陳清晨 | 冠軍   |
| 2020年 | 泰国羽毛球大师赛         | 超級300賽  | 女子雙打 | 陳清晨 | 冠軍   |
| 2021年 | 奧林匹克運動會羽毛球比賽 | 其他       | 女子雙打 | 陳清晨 | 銀牌   |
| 2021年 | 蘇迪曼盃                 | 其他       | 混合團體 | －     | 冠軍   |
| 2021年 | 優霸盃                   | 其他       | 女子團體 | －     | 冠軍   |
| 2021年 | 世界羽毛球錦標賽         | 其他       | 女子雙打 | 陳清晨 | 冠軍   |
| 2022年 | 德國羽毛球公開賽         | 超級300賽  | 女子雙打 | 陳清晨 | 冠軍   |
| 2022年 | 亞洲羽毛球錦標賽         | 其他       | 女子雙打 | 陳清晨 | 冠軍   |
| 2022年 | 優霸盃                   | 其他       | 女子團體 | －     | 亞軍   |
| 2022年 | 印尼羽毛球大師賽         | 超級500賽  | 女子雙打 | 陳清晨 | 冠軍   |
| 2022年 | 馬來西亞羽毛球大師賽     | 超級500賽  | 女子雙打 | 陳清晨 | 冠軍   |
| 2022年 | 世界羽毛球錦標賽         | 其他       | 女子雙打 | 陳清晨 | 冠軍   |
| 2022年 | 日本羽毛球公開賽         | 超級750賽  | 女子雙打 | 陳清晨 | 準決賽 |
| 2022年 | 丹麥羽毛球公開賽         | 超級750賽  | 女子雙打 | 陳清晨 | 冠軍   |
| 2022年 | 世界羽聯世界巡迴賽總決賽 | 總決賽     | 女子雙打 | 陳清晨 | 冠軍   |
| 2023年 | 馬來西亞羽毛球公開賽     | 超級1000賽 | 女子雙打 | 陈清晨 | 冠軍   |
| 2023年 | 印度羽毛球公開賽         | 超級750賽  | 女子雙打 | 陈清晨 | 亞軍   |
| 2023年 | 蘇迪曼盃                 | 其他       | 混合團體 | －     | 冠軍   |
| 2023年 | 新加坡羽毛球公開賽       | 超級750賽  | 女子雙打 | 陳清晨 | 冠軍   |
| 2023年 | 韓國羽毛球公開賽         | 超級500賽  | 女子雙打 | 陳清晨 | 冠軍   |
| 2023年 | 日本羽毛球公開賽         | 超級750賽  | 女子雙打 | 陳清晨 | 亞軍   |
| 2023年 | 世界羽毛球錦標賽         | 其他       | 女子雙打 | 陳清晨 | 冠軍   |
| 2023年 | 中國羽毛球公開賽         | 超級1000賽 | 女子雙打 | 陳清晨 | 冠軍   |
| 2023年 | 亞洲運動會羽毛球比賽     | 其他       | 女子團体 | －     | 銀牌   |
| 2023年 | 亞洲運動會羽毛球比賽     | 其他       | 女子雙打 | 陳清晨 | 金牌   |
| 2023年 | 丹麥羽毛球公開賽         | 超級750賽  | 女子雙打 | 陳清晨 | 冠軍   |
| 2023年 | 中國羽毛球大師賽         | 超級750賽  | 女子雙打 | 陳清晨 | 準決賽 |
| 2023年 | 世界羽聯世界巡迴賽總決賽 | 總決賽     | 女子雙打 | 陳清晨 | 冠軍   |
| 2024年 | 法國羽毛球公開賽         | 超級750賽  | 女子雙打 | 陳清晨 | 冠軍   |
| 2024年 | 亞洲羽毛球錦標賽         | 其他       | 女子雙打 | 陳清晨 | 季軍   |
| 2024年 | 優霸盃                   | 其他       | 女子團體 | －     | 冠軍   |
| 2024年 | 新加坡羽毛球公開賽       | 超級750賽  | 女子雙打 | 陳清晨 | 冠軍   |
| 2024年 | 印尼羽毛球公開賽         | 超級1000賽 | 女子雙打 | 陳清晨 | 亞軍   |
| 2024年 | 奧林匹克運動會羽毛球比賽 | 其他       | 女子雙打 | 陳清晨 | 金牌   |
| 2024年 | 日本羽毛球公開賽         | 超級750賽  | 女子雙打 | 李汶妹 | 準決賽 |
| 2024年 | 中国羽毛球公开赛         | 超級1000賽 | 女子雙打 | 郑雨   | 準決賽 |
| 2024年 | 世界羽聯世界巡迴賽總決賽 | 總決賽     | 女子雙打 | 陳清晨 | 準決賽 |
| 2025年 | 馬來西亞羽毛球公開賽     | 超級1000賽 | 女子雙打 | 張殊賢 | 亞軍   |
| 2025年 | 印尼羽毛球大師賽         | 超級500賽  | 女子雙打 | 張殊賢 | 準決賽 |
| 2025年 | 奧爾良羽毛球大師賽       | 超級300賽  | 女子雙打 | 張殊賢 | 準決賽 |
| 2025年 | 全英羽毛球公開賽         | 超級1000賽 | 女子雙打 | 張殊賢 | 準決賽 |
| 2025年 | 瑞士羽毛球公開賽         | 超級300賽  | 女子雙打 | 張殊賢 | 冠軍   |
| 2025年 | 亞洲羽毛球錦標賽         | 其他       | 女子雙打 | 陳清晨 | 季軍   |
| 2025年 | 蘇迪曼盃                 | 其他       | 混合團體 | －     | 冠軍   |
| 2025年 | 馬來西亞羽毛球大師賽     | 超級500賽  | 女子雙打 | 張殊賢 | 亞軍   |
| 2025年 | 新加坡羽毛球公開賽       | 超級750賽  | 女子雙打 | 張殊賢 | 準決賽 |
| 2025年 | 日本羽毛球公開賽         | 超級750賽  | 女子雙打 | 張殊賢 | 準決賽 |
| 2025年 | 中國羽毛球公開賽         | 超級1000賽 | 女子雙打 | 張殊賢 | 亞軍   |

| 2007-2017年 | 首要超級賽 | 超級賽 | 黃金大獎賽 | 大獎賽 | 國際挑戰賽 | 國際系列賽 | 未來系列賽 | 其他 |

| 2018-2026年 | 總決賽 | 超級1000賽 | 超級750賽 | 超級500賽 | 超級300賽 | 超級100賽 | 國際挑戰賽 | 國際系列賽 | 未來系列賽 | 其他 |

### 世界冠軍頭銜
贾一凡在羽毛球生涯中共奪得11項羽毛球世界冠軍頭銜。
| 賽事                     | 奪冠次數 | 年份                                                                        |
| ------------------------ | -------- | --------------------------------------------------------------------------- |
| 奧林匹克運動會羽毛球比賽 | 1        | 2024年（女子雙打）                                                          |
| 世界羽毛球錦標賽         | 4        | 2017年（女子雙打） 2021年（女子雙打） 2022年（女子雙打） 2023年（女子雙打） |
| 蘇迪曼盃                 | 4        | 2019年 2021年 2023年 2025年（混合團體）                                     |
| 優霸盃                   | 2        | 2020年 2024年（女子團體）                                                   |
| 總計                     | 11       |                                                                             |

### 奧運會和世錦賽參賽紀錄
|          | 搭檔   | 2017 | 2018 | 2019 | 2020 | 2021 | 2022 | 2023 | 2024 |
| -------- | ------ | ---- | ---- | ---- | ---- | ---- | ---- | ---- | ---- |
| 女子雙打 | 陈清晨 | 冠軍 | 8強  | 8強  | 銀牌 | 冠軍 | 冠軍 | 冠軍 | 金牌 |

## 其他獎項
| 年份   | 頒獎典禮               | 獎項                 | 搭檔   | 結果 | 備註  |
| ------ | ---------------------- | -------------------- | ------ | ---- | ----- |
| 2024年 | BWF 2024年度最佳運動員 | 年度最佳女子雙打組合 | 陳清晨 | 提名 | [ 5 ] |